# 円空
円空（えんくう、寛永9年〈1632年〉 - 元禄8年7月15日〈1695年8月24日〉）は、江戸時代前期の修験僧（廻国僧）・仏師・歌人。特に、各地に「円空像」と呼ばれる独特の作風を持った木彫りの仏像や神像を残したことで知られる。

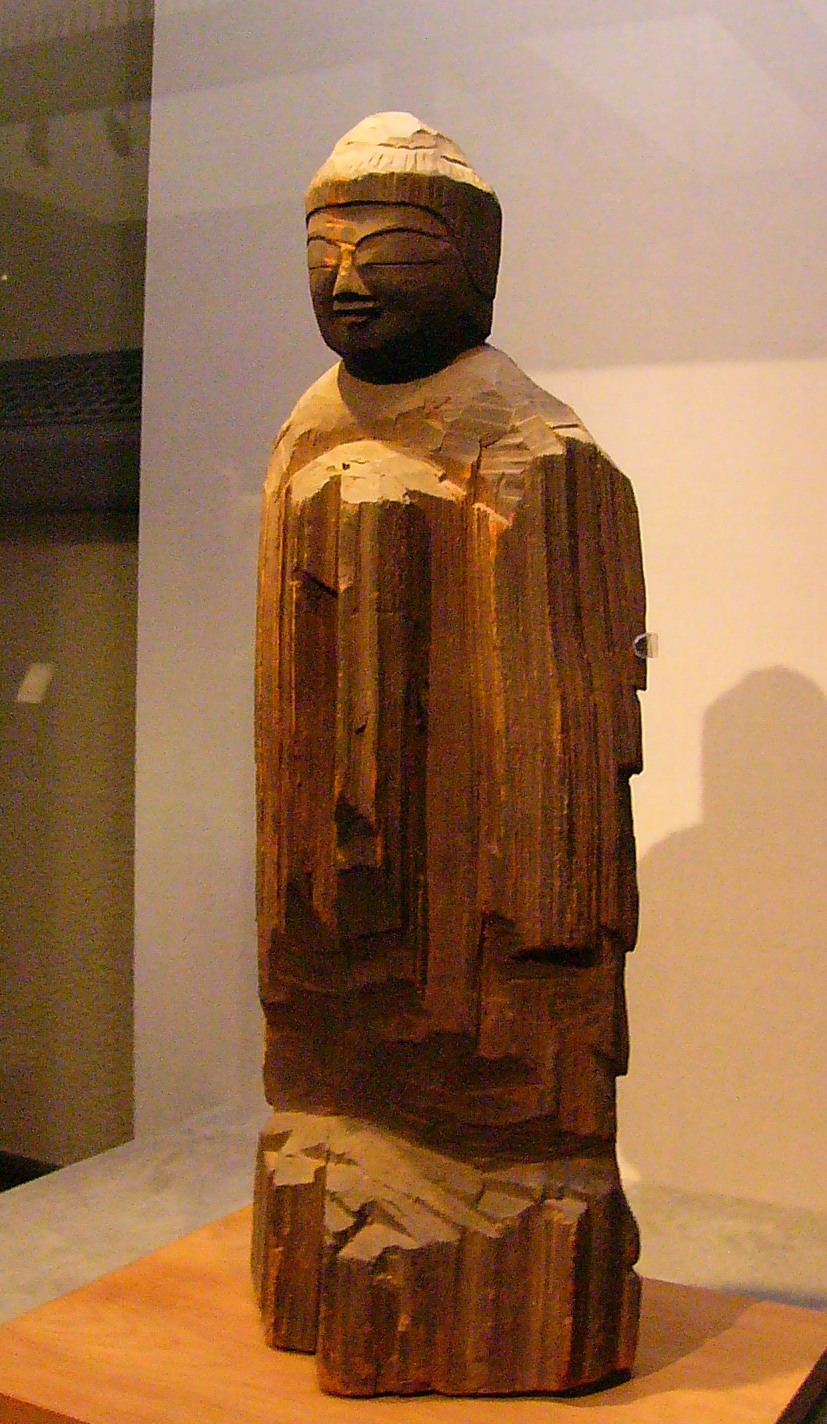
如来立像（東京国立博物館蔵）

円空は一説に生涯に約12万体の仏像を彫ったと推定され、現在までに約5400体余りの像が発見されている。円空仏は全国に所在し、北は北海道、青森県、南は三重県、奈良県までおよぶ。多くは寺社、個人所蔵がほとんどである。その中でも、愛知県、岐阜県をはじめとする各地には、円空の作品と伝えられる木彫りの仏像や神像が数多く残されている。そのうち愛知県内で3000体以上、岐阜県内で1600体以上を数える。また、北海道、東北に残るものは初期像が多く、岐阜県飛騨地方には後期像が多い。多作、デフォルメされた顔の造形で作品のひとつひとつがそれぞれの個性をもっている。円空仏以外にも、多くの和歌や大般若経の扉絵なども残されている。

## 生涯

### 出生から出家
群馬県富岡市の一之宮貫前神社旧蔵の「大般若経」断簡（現在は千葉県山武郡芝山町のはにわ博物館所蔵」）には「壬午年生美濃国圓空」と記され、円空は壬午年すなわち寛永9年（1632年）の出生で美濃国の生まれであるとされる。
具体的な生地は不明であるが、寛政2年（1790年）の伴蒿蹊『近世畸人伝』では円空の生地を「美濃国竹が鼻」とし、これは岐阜県羽島市竹鼻町とされる。蒿蹊の友人には画家の三熊思考がおり、思考が岐阜県高山市丹生川町の千光寺を訪れており、蒿蹊は思考を介して知った千光寺の伝承を基に円空の生地を「竹が鼻」としている。また、下呂市に所在する薬師堂の木札でも円空の生地を「竹ヶ鼻」としている。千光寺所蔵の館柳湾『円空上人画像』（寛政12年（1800年）作）の跋にも円空の生地を「竹が鼻」と記している。また、下呂市金山町祖師野の薬師堂に伝わる文政9年（1826年）作『圓空彫刻霊告薬師』の木札にも円空の生地を「竹ヶ鼻」としている。
一方、愛知県名古屋市中川区の荒子観音寺に伝わる天保15年（1844年）の十八世・金精法印『淨海雑記』では『近世畸人伝』を引用しつつも、円空の生地を「西濃安八郡中村」の生まれとしている。長谷川公茂は「安八郡中村」に円空の痕跡が残されていないことから、実際に円空の生地としての伝承が残されていたのは長良川を挟んで対岸に位置し、円空開祖の中観音堂が所在する「中島郡中村」であるとしている。ほか、茨城県笠間市大町に所在する月崇寺の観音像背銘に「御木地土作大明神」とあることから、円空の生地を岐阜県郡上市美並町とし、「木地土」を「木地士」と読み、円空の出自を木地師とする説もある。これに関して小島梯次は円空像の背銘には通常尊名のみが記され文章を書く事例が見られない点や、円空の時代に「木地師」は「木地屋」と呼ばれている、「木」と「本」の読み違えなどから、「御木地士作大明神」は「御本地土作大明神」作と読むべきであると指摘し、さらに円空の郡上市美並町出身とする説を否定している。
円空に関する記録の最初の所見は寛文3年（1663年）11月6日で、郡上市美並町根村に所在する神明神社の棟札によれば、同社の天照皇太神と阿賀田大権現、八幡大菩薩を造像している。これ以前に出家していると見られているが、円空の出家に関しても諸説が存在する。
『近世畸人伝』や『淨海雑記』、『金鱗九十九塵』では幼少期に出家したとのみ記しており、『淨海雑記』では天台宗の僧となり、長じて愛知県北名古屋市の高田寺において修行したと記している。『金鱗九十九塵』では円空は最初は禅門にあり、後に高田寺で修行したとしている。一方、岐阜県立図書館所蔵の明治5年（1872年）の『真宗東派本末一派寺院明細帳 拾五冊之内十』のように円空を浄土真宗の僧とする説もある。さらに、円空は郡上市美並町の粥川寺において出家したとする説も見られる。これは貫前神社旧蔵の大般若経断簡の文章を円空が18年前に出家即動法輪をしたと解釈して、その頃に円空がいた粥川寺において出家したとする説であるが、谷口順三や小島梯次は出家から初転法輪までの間には歳月が存在することからこれを否定している。
一説に出生地とされる羽島市による紹介文では、幼くして洪水により母を失って孤児となり地元の寺に預けられたとしている（羽島市市勢要覧）。
また、円空は修験者で、伊吹山の修験道の拠点であった太平寺で修行を積んだともいわれる。羽島市による紹介文では、23歳のときに地元の寺を出て太平寺に入り、30歳で修業を終えて下山したという（羽島市市勢要覧）。その後、遊行僧として北海道から畿内に渡る範囲を行脚した。

### 諸国の廻国と造仏活動
2014年時点で最古の円空仏は郡上市美並町の神明神社の諸像であるが、初期の円空仏は郡上市美並町や郡上市八幡町、関市、岐阜市など岐阜県下に分布しているほか、周辺の三重県、愛知県にも分布している。初期の円空仏は小像が多い。

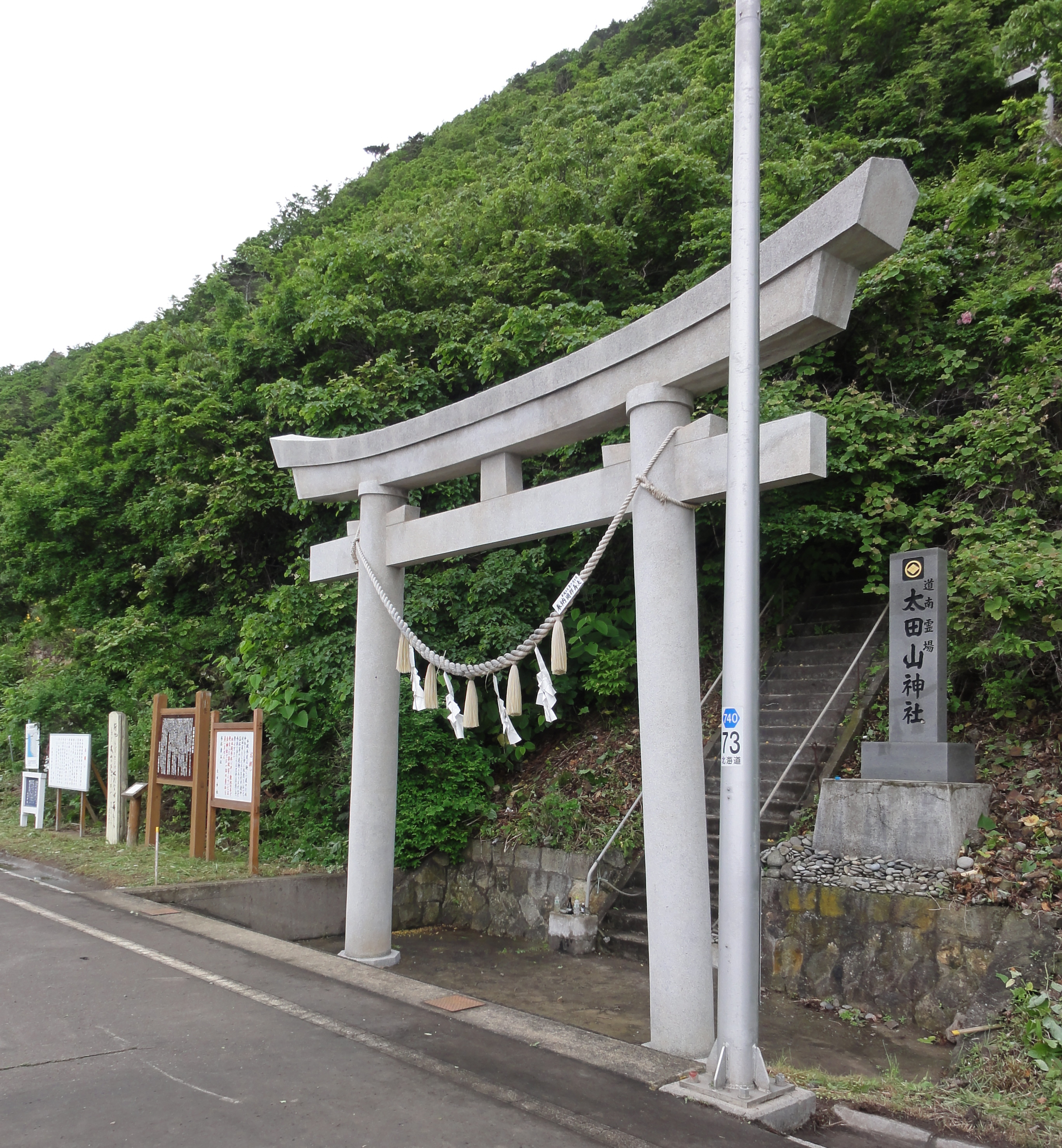
北海道・太田山神社（太田権現）

寛文6年（1666年）1月、弘前藩の城下を追われる。『津軽藩日記』寛文6年正月29日条や北海道に分布する円空仏の背銘によれば、同年春には円空は青森経由で蝦夷地（北海道）の松前にへ渡っている。北海道の円空仏は道南地方に多く分布し、同一形式の観音像が多い。2014年時点で45体が確認され、現存像はこれに移入仏6体が加わる。寛政元年（1789年）の菅江真澄『蝦夷喧辞辯』（えみしのさえぎ）によれば、久遠郡せたな町の太田山神社（太田権現）には多数の円空仏が存在したと記しているが、これは現存していない。後に木喰の弟子・木食白道による『木食白導一代記』によれば、安永7年（1778年）に木喰とともに北海道へ渡った白道は同社で「多数の仏」を実見したという。小島梯次は現存する北海道の円空仏は同一形式の観音像が多いのに対し、菅江真澄も木食白道も太田山神社の像は多種類の仏であったと記されていることから、太田山神社の像を円空仏であることを慎重視している。
- 寛文9年（1669年）頃、尾張・美濃の地方に戻っていたことが在銘の諸像によって知られる。
- 寛文11年（1671年）、大和国の法隆寺に住していた巡堯春塘より法相宗の血脈を受ける。
- 延宝7年（1679年）、近江国の園城寺に住していた尊永より仏性常住金剛宝戒の血脈を受ける。
- 延宝8年（1680年）頃、関東に滞在しており、上野国の貫前神社で『大般若経』を読誦する。
- 貞享元年（1684年）、再び美濃に戻り、荒子観音寺の住持であった円盛より天台円頓菩薩戒の血脈を受ける。荒子観音寺には円空仏で最も大きな高さ3ｍの仁王像がある。また、これを製作した際の木切れで千二百体の小仏像（千面菩薩像）を作っている。
- 元禄2年（1689年）、円空が再興した美濃国関の弥勒寺が、天台宗寺門派総本山の園城寺の山内にあった霊鷲院兼日光院の末寺となる。
- 元禄8年（1695年）、門弟の円長に対して授決集最秘師資相承の血脈を授け、7月15日（8月24日）に自坊の弥勒寺の近辺で寂する。

## 円空の作品

### 円空仏の特徴

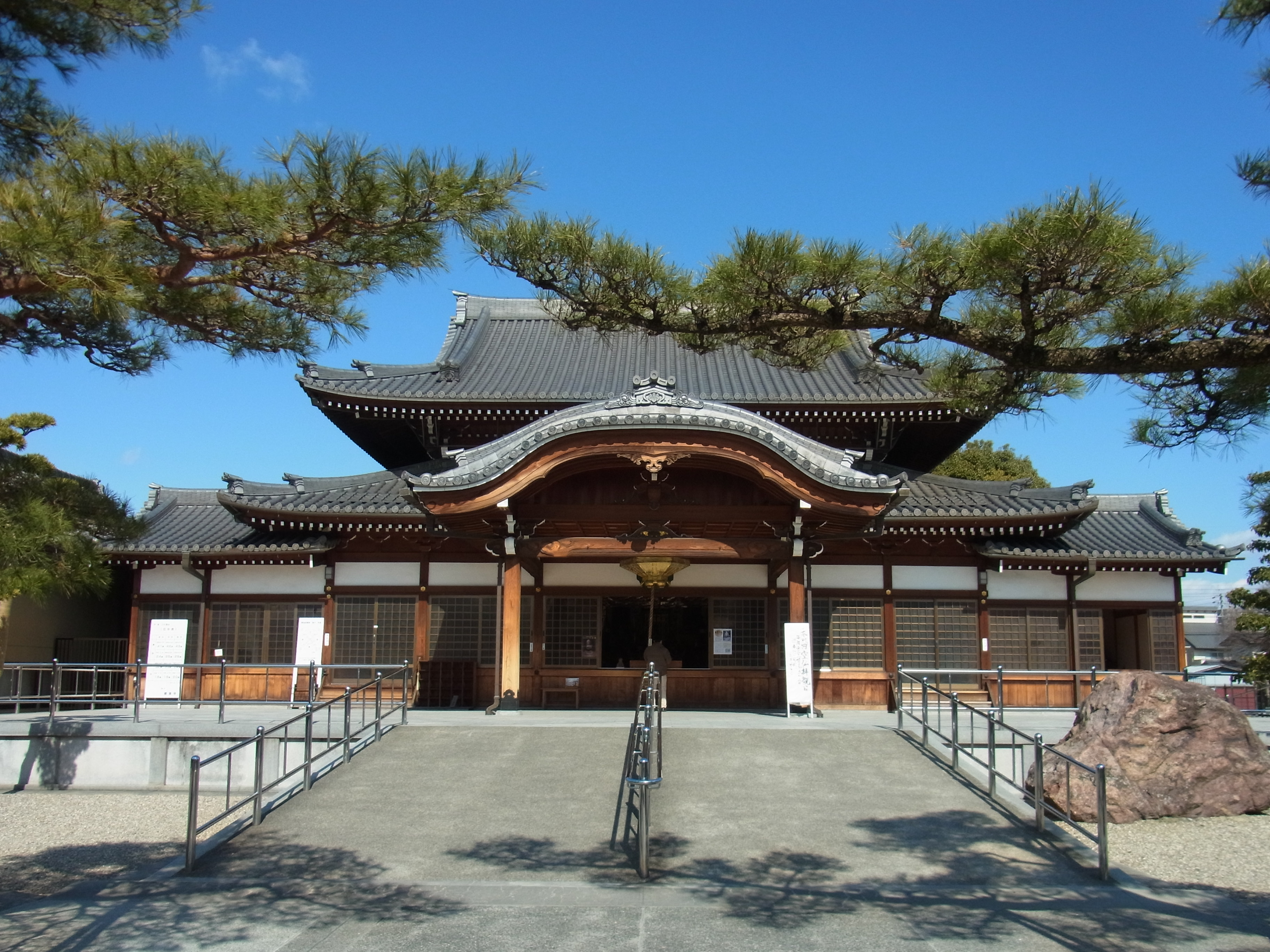
荒子観音堂

円空仏はデザインが簡素化されており、ゴツゴツとした野性味に溢れながらも不可思議な微笑をたたえていることが特徴で、一刀彫という独特の彫りが円空仏の個性を引き立てている。一刀彫というのは鉈一本で彫り出したことに由来するが、実際には多数の彫刻刀によって丹念に彫られており、鉈で荒削りで彫ったに過ぎないというのはただの宣伝である。円空としては民衆が気軽に拝める、現代で言えば量産型の仏像として製作し、野に置かれることを望んでいたのだが、そのデザインが芸術的に高く評価されたため、大寺院で秘仏扱いされることもあった。
円空仏の総数は平成27年（2015年）時点での集成で、現存数が5298体、うち移入数が164体、所在不明・消失・盗難などの像が88体で、5298体+88体で確認数は5386体。分布は愛知県の3241体が最多で、岐阜県の1684体、埼玉県の175体、北海道の51体と続く。
円空仏には愛知県名古屋市の荒子観音堂に伝来する「観音三十三応現身」や同寺の「千面菩薩」など、不揃いな板切れに尊像の目・鼻・口をつけた小像が存在し、これらは「木端仏（こっぱぶつ）」と呼ばれる。また、荒子観音堂に伝来する菩薩立像は藤原朝の像に円空が顔面と手を補修した補修仏として知られる。
三重県三重郡菰野町の明福寺に伝来する薬師如来・阿弥陀如来像は一材に両像が彫られた珍しい像で、「両面仏」と呼ばれる。

### 書画
円空の書画には富士山を描いた富士図が4点残されている。岐阜市の円空美術館に収蔵されている「富士図」は縦32.0センチメートル、横46.5センチメートル。高山市の個人旧蔵のもので、噴煙をあげている富士の姿が描かれている。江戸時代には円空没後の宝永4年（1707年）に宝永噴火が起きているが円空の存命中に富士噴火は記録されていない。円空の残した4点の富士図はいずれも噴煙をあげた富士の姿が描かれており、円空が想像で描いたとも考えられている。一方でこのころ富士が小規模な噴煙をあげていたことを記す紀行文もあることから、円空が実見した富士の姿を描いたとする説もある。

### 円空と木喰

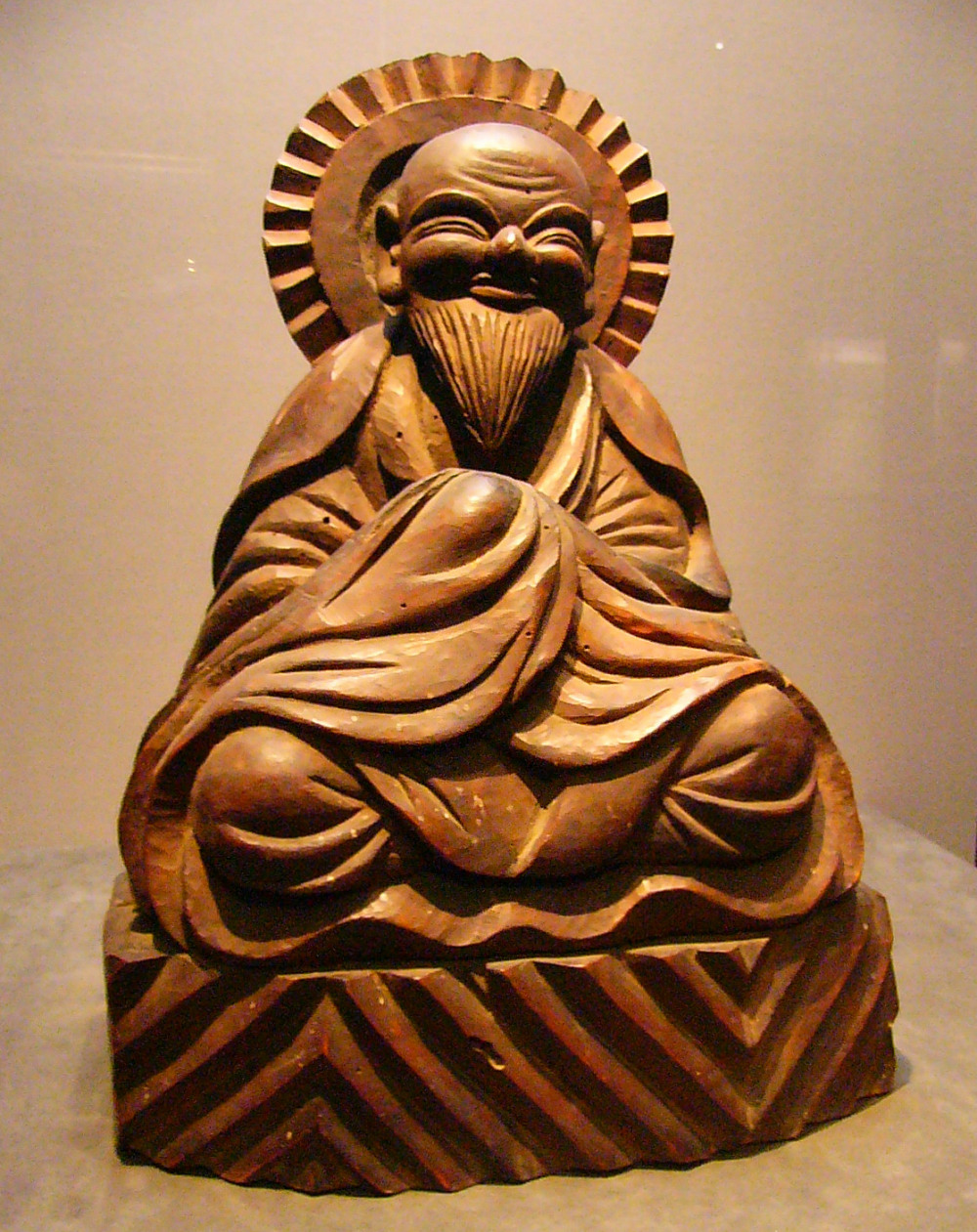
木喰仏

円空から後代の木喰も同様に日本各地で造仏活動を行っており、ノミ痕の残った鋭い円空仏に対し、表面を滑らかに加工し、後年には柔和で穏やかな表情を有した「木喰仏（微笑仏）」は円空仏と対比されている。
木喰は甲斐国出身の木食僧で、安永7年（1778年）に蝦夷地を訪れ、同地において造像活動を開始したとされる。木喰は同年7月に二海郡八雲町の門昌庵を訪れており諸像を残している（初期の木喰仏）。門昌庵を訪れた安永7年の『納経帳』の存在から、木喰が太田権現を訪れ円空仏を実見して造像活動を開始したとする説もあるが、木喰が円空や円空仏に直接した史料は残されていない。一方で、平成16年（2004年）の調査で初期の木喰仏は木喰とともに蝦夷地を廻国した弟子の木食白道の作例であることが判明し、白道は『木食白導一代記』において円空に直接言及していないが、太田権現で多くの仏を見たと記している。
また、木喰は蝦夷地廻国以降も多数の円空仏が残されている岐阜県高山市丹生川町の真言宗寺院・千光寺を訪れているが、木喰が円空仏を見たという記録は発見されていない。また、円空と木喰の廻国ルートは重ならず、円空仏と木喰仏の分布も異なることが指摘されている。
さらに平成27年（2015年）には青森県上北郡六戸町の海傳寺に伝来する釈迦如来像が初期の木喰像で、安永7年（1778年）の北海道渡道以前の作例であることが確認された。
岐阜県下呂市の下呂温泉寺には円空の善財童子・善女龍神の2体が伝来している。造像年代には諸説あり、下呂市には元禄4年（1691年）の年記を持つ青面金剛神像2体が伝存していることから、本像も同年とする説もあるが、像容と背面梵字の観点から貞享元年（1684年）の作とする説もある。一方、下呂温泉寺には木喰作の地蔵菩薩像も伝来している。天明6年（1786年）6月20日の年記をもち、天明5年（1785年）に滞在していた佐渡島からいったん故郷甲斐国へ帰郷し、2週間の滞在を経て第三回廻国に向かい、岐阜県を訪れた際の作品にあたる。全国には円空仏と木喰仏が両方伝来している場所も存在しているが多くは移座したものであり、下呂温泉寺は円空・木喰がともに造像活動を行い、両者の像が残されている唯一の地として知られる。

## 備考

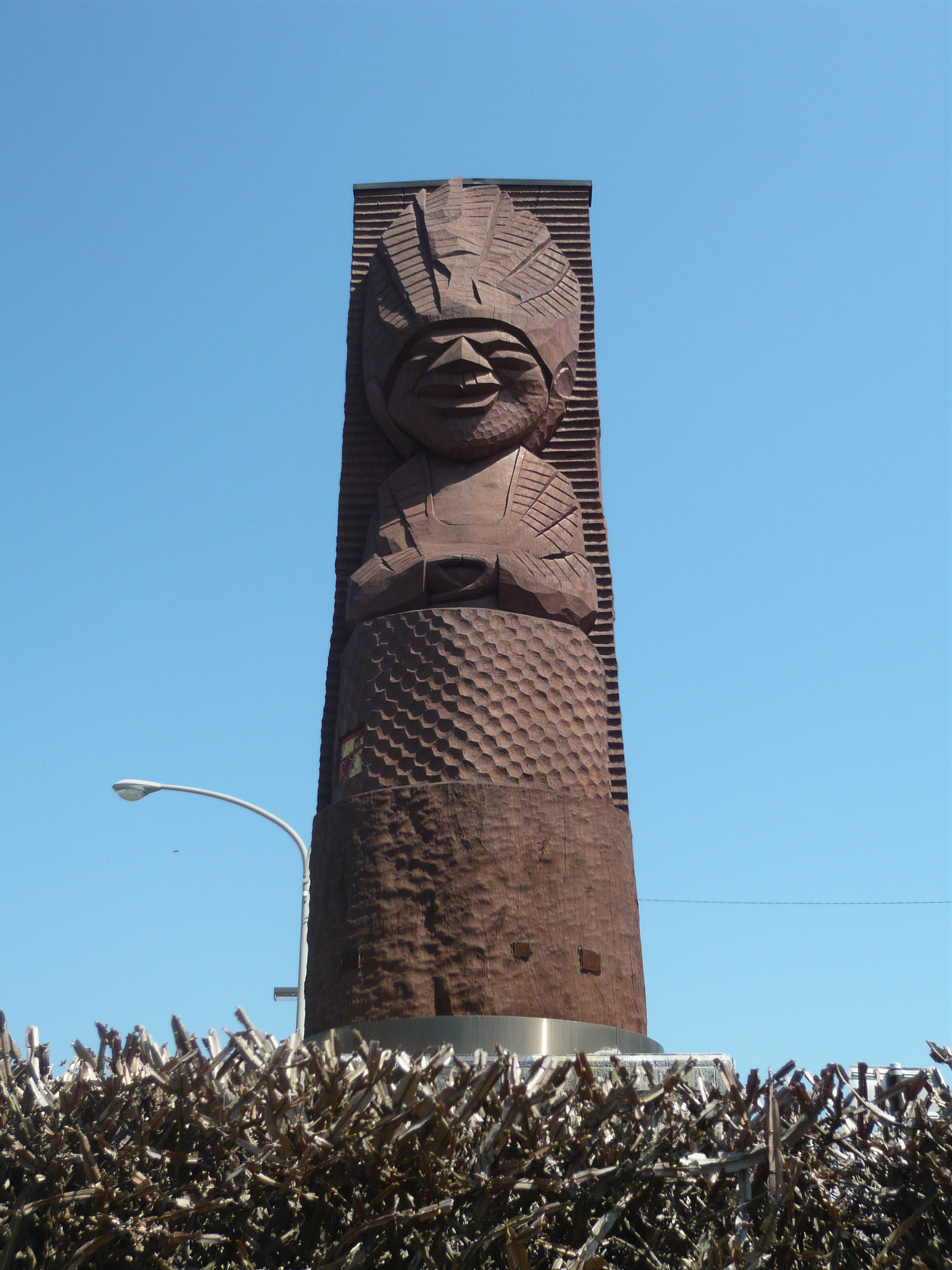
岐阜羽島駅前の円空の一刀彫のモニュメント

- 国道41号の下呂市門原地内の深谷の谷に沿って山道を1.7キロメートルほど行くと、山中に高さ約17メートル、横・奥行ともに約27メートルの巨岩がある。大岩の下は、幅約2メートル、高さ約1メートル、三畳敷きほどの岩陰となっている。円空が下呂を訪れた際、この岩陰に寝泊りし、多くの仏像を彫った場所といわれ、土地の人からは「円空岩」と呼ばれている（下呂市指定史跡[31]）。
- 東海道新幹線岐阜羽島駅前には、市政50周年を記念して平成16年（2004年）に羽島市円空顕彰会が羽島市に寄贈した円空の木製モニュメントが設置された[32]。しかし、老朽化のため羽島市は令和5年（2023年）に撤去する方針を示した[32]。

## 円空を取り上げた作品

### ドキュメンタリー
- 「こころの時代　ほほえみの秘密―円空とともに歩んで―」（NHK Eテレ、2021年3月14日）[33]、語る人・長谷川公茂（円空学会を設立）

### 登場したフィクション作品
- 『ねこねこ日本史』（漫画：そにしけんじ）
  - テレビアニメ版はEテレが放送し、円空役の声は小林ゆう。

### ドラマ
- 『土曜ドラマスペシャル　円空』（NHK総合、1988年7月2日）
  - 丹波哲郎主演、大原誠演出、早坂暁脚本

## 関連作品
- 『「円空仏グラフィック作品」 薬師三尊と十二神将』（スクリーン印刷版画、中部クリエーターズクラブ、1976年）
  - 41枚で1組×5組製作－円空作の仏像を手漉き楮紙にスクリーン印刷し、名古屋市とロサンゼルス市に寄贈
- 井上雄彦『円空を旅する』美術出版社、2015年。ISBN 4-568-43095-X。描き下ろしスケッチ

### 関連文献
- 五来重『作仏聖－円空と木喰　宗教民俗集成2』 角川書店、1995年
  - 新版『円空と木喰』 角川ソフィア文庫、2016年。ISBN 4044001537
- 富野治彦『円空を旅する』 産経新聞出版、2005年、新版2010年。ISBN 4819110888
- 梅原猛『歓喜する円空』新潮社、2006年。
  - 梅原猛『歓喜する円空』新潮社〈新潮文庫〉、2009年。ISBN 4101244138。
- 長谷川公茂『東海の円空を歩く』風媒社、2011年。ISBN 4833101467
- 長谷川公茂『円空　微笑みの謎』新人物往来社〈ビジュアル選書〉、2012年。梅原猛解説、入門書
- 長谷川公茂『円空の生涯』人間の科学新社、2015年
- 小島梯次『円空・人　生涯・信仰・歌・梵字』まつお出版、2021年